# Río Dōzan
El Dōzan (銅山川 Dōzan-gawa?) es un río de Japón que atraviesa las prefecturas de Ehime y Tokushima. 

## Características
Nace a 1.732 m s. n. m. en el Monte Kanmuri (冠山 Kanmuri-yama?) de la Ciudad de Niihama en la Prefectura de Ehime y desemboca en el río Yoshino de la Ciudad de Miyoshi (三好市 Miyoshi-shi?) en la Prefectura de Tokushima.
Es el afluente más extenso del Río Yoshino y su nombre hace referencia a la Mina de Bronce de Besshi (ya clausurada) que atravesaba. El tramo que atraviesa la Prefectura de Tokushima es conocido como Río Iyo (伊予川 Iyo-gawa?).
No es un río muy extenso, pero su cuenca es una zona de abundantes lluvias estivales y por ello se construyeron las represas de Tomisato, Yanase y Shingu que permiten compensar la escasez de precipitaciones de la zona septentrional de la Ciudad de Shikokuchuo y suministrar el agua tan importante para las industrias del papel y los cultivos.
El caudal de agua del río que llegaba al Pueblo de Yamashiro (山城町 Yamashiro-chō?), en la actualidad parte de la Ciudad de Miyoshi, tras atravesar la Represa de Shingu era escaso y muchas veces se tornaba insuficiente. Por esa razón la Represa de Masatomo (政友ダム Masatomo-damu?) tuvo que modificar el nivel de agua y permitir que un caudal constante fluya durante el verano y el invierno.
La primera represa de su curso es la Represa de Besshi.
- Datos: Q5321269
- Multimedia: Dōzan River / Q5321269